# Palazzo del Duca del Parque

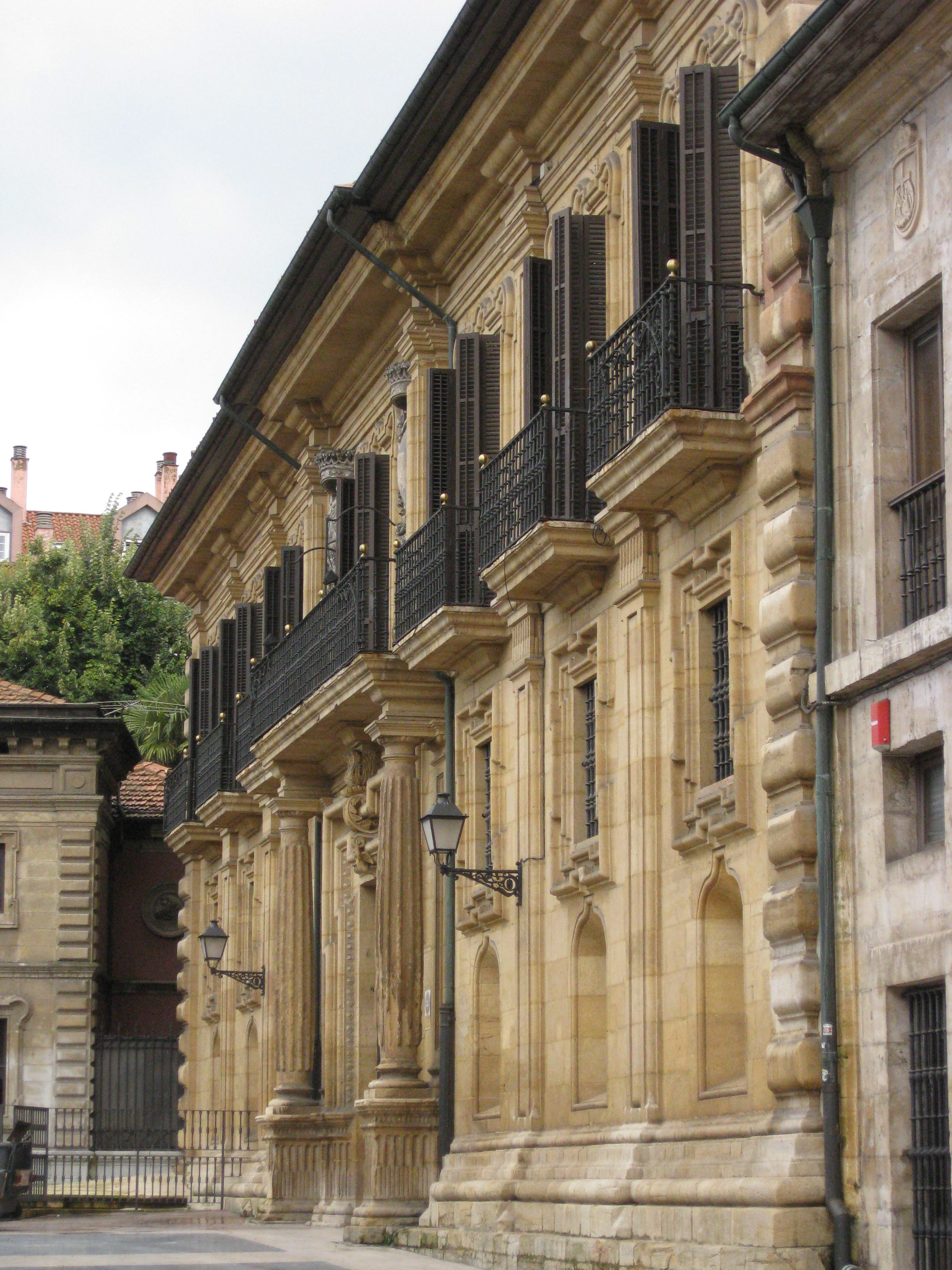
Facciata principale del palazzo.

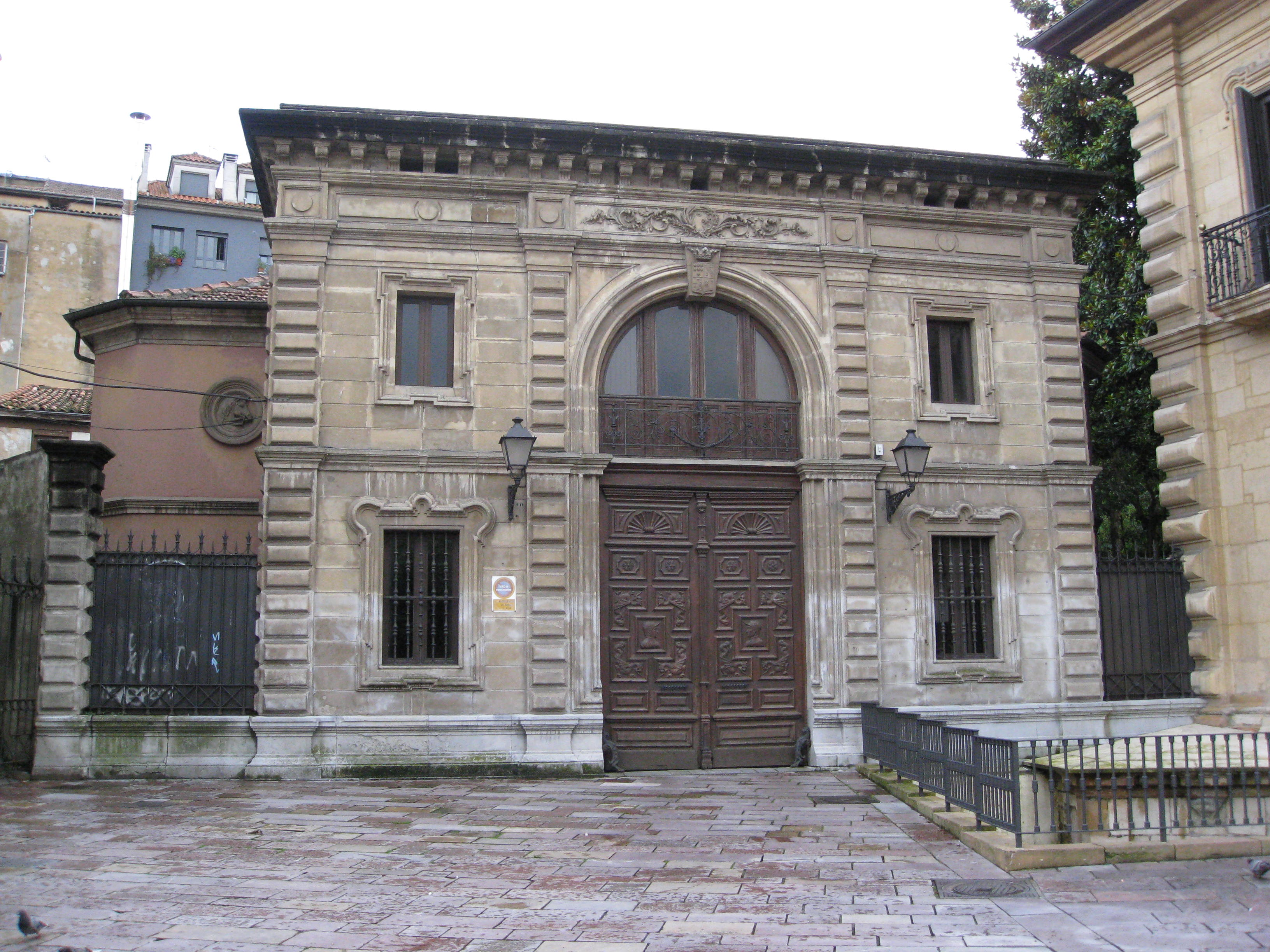
Edificio delle cavallerizze.

Il Palazzo del Duca del Parque o Palazzo del Fontán, Palazzo del Marchese di San Feliz, è un palazzo nobiliare situato nella piazza Daoíz y Velarde, ad Oviedo nelle Asturie (Spagna). Realizzato in barocco, risale al primo terzo del secolo XVIII e fu destinato dai duchi del Parque a Francisco de la Riva Ladrón de Guevara

## Descrizione
Considerato il più rappresentativo dei palazzi barocchi di Oviedo, è un edificio a pianta quadrata con patio centrale e giardino. È alto tre piani fuori terra (un pianoterra, un mezzanino e un primo piano), dei quali il principale è quello superiore e le sue dimensioni eccedono quelle degli altri palazzi della città.
La sua ampia facciata principale, che dà sulla piazza Daoíz y Velarde, è stata costruita in conci di arenaria finemente squadrati e in essa l'architetto sviluppò un modello ispirato al Palazzo dei Conti di Toreno, che poi ripeterà nel Palazzo di Camposagrado, entrambi in Oviedo.
Sopra uno zoccolo con modanatura, i finestroni strombati del pianoterra rimandano a delle balestriere e quasi si toccano con le finestre del mezzanino, incorniciate da modanature. Le une e le altre chiuse da grate tornite. Pilastri bugnati rinforzano gli angoli, mentre la facciata è scandita da sette linee verticali, le sei laterali corrispondenti alle finestre allineate e quella centrale assorbe anche il mezzanino ed è sovrastata dal balcone nel piano nobile.
Le aperture sui balconi sono inquadrate da graziose modanature mistulinee. L'aggetto dei balconi e il risalto intorno ai pilastri conferisce molto movimento al marcapiano, che unito con lo zoccolo e la grande modanatura che stacca il cornicione, contribuisce al predominio delle linee orizzontali nel complesso.
Al centro si apre una porta ad arco piano, incorniciata in una doppia modanatura di orecchie e inserita in un'ampia inquadratura che raggiunge l'altezza dei due piani inferiori. Delimitano l'inquadratura due colonne toscane scanalate su piedestalli che sostengono l'aggetto del balcone principale. Il vano di questo balcone è affiancato da due stemmi in pietra con le arme del marchese di San Feliz, lavorate nel 1901 da Manuel Pedredo per sostituire quelle originali, che erano quelle della duchessa del Parque e del marchese di Vallecerrato.
Le due facciate che danno sul giardini sono meno ornamentali. Il Patio è quadrato e anch'esso di grande bellezza. Poggia su dodici archi sostenuti da colonne toscane e attualmente è coperto da vetro.
Annesso vi è un edificio isolato di cavallerizza di due piani f.t., molto moderno, con ingresso dalla stessa piazza. La sua facciata, che forma un angolo retto con quella principale del palazzo, è divisa in tre linee verticali da due coppie di lesene bugnate e rifinita in alto da un fregio orizzontale, con motivi floreali in rilievo. La porta, al centro, è sovrastata da un arco a tutto sesto, che raggiunge la sommità del secondo piano. Le ante in legno sono accuratamente intagliate con figure di dragoni che circondano due teste di jockey. Modanature mistilinee incorniciano le finestre e nelle altre pareti si ammirano medaglioni con teste di cavallo in rilievo.

## Storia
Il palazzo fu fatto edificare dal marchese di Vallecerrato, Francisco de Cañas Altamirano y Acuña VII e dalla sua consorte Isabel María de Trelles y Valdés, V duchessa del Parque e III principessa di Sala de Partinico, che verso il 1724 affidarono il progetto e l'esecuzione dell'opera a Francisco de la Riva Ladrón de Guevara; la costruzione durò dal 1725 al 1730.
Il palazzo fu eretto sui terreni di tre case contigue al Teatro del Fontán, che la duchessa del Parque aveva ereditato, vincolate al diritto di maggiorasco di Trelles. Verso il 1682, due di queste appartenevano ai consiglieri della città, Francisco Antonio de Estrada e Juan de Pontigo, ed erano gravate con un censive a favore del consigliere di Castilla Benito de Trelles, nonno della nostra duchessa, marchese di Torralba, principe di Sala de Partinico e duca consorte del Parque. La terza era l'abitazione dello stesso Trelles. Questi era un nobile asturiano che fece carriera e fortuna in Italia, dove contrasse due vantaggiosi matrimoni con signore, grandi proprietarie terriere in Sardegna e in Sicilia. Fondò il diritto di maggiorasco di tutti i suoi beni il 23 ottobre del 1682, includendovi questa casa e le rendite e morì quello stesso anno. Il primo possessore del vincolo fu lo zio Gonzalo de Trelles y Alliata, IV duca del Parque e II principe della Sala de Partinico, che nel 1687 e 1690 comprò le case soggette a censive, riunendo così la proprietà di tutto il terreno. Questo duca morì nel 1723 e gli successe nei titoli, nel maggiorasco e beni, la figlia María, che fu, come detto, la promotrice della costruzione del palazzo.
Dopo il VI duca duque del Parque, deceduto nel 1791, non fu più abitato dai suoi titolari, anche se rimase proprietà della famiglia ancora per più di un secolo. In quello stesso anno subentrò nella proprietà del palazzo Vicente de Cañas y Portocarrero, VII duca del Parque, che nel 1794 lo diede in affitto al municipio di Oviedo, che lo destinò a fabbrica di armi. La sua destinazione rimase tale fino al 1857, quando passò al Monastero di Santa María de la Vega.
Successivamente, sempre affittato dai duchi, divenne una fabbrica di tabacchi, ufficio di posta e sede della Sociedad Ricreativa Castalia. Tra il 1884 e il 1892 ospitò il Collegio di Santa Cecilia, delle Sorelle dell'Angelo della Guarda.
I duchi del Parque mantennero la proprietà del palazzo fino al 30 aprile 1887, data in cui il IX duca, Lorenzo Fernández de Villavicencio y Corral, lo vendette a Pedro López de Grado y Salas Omaña, signore del casato di Omaña.Il nuovo proprietario morì poco dopo, lasciandolo in eredità alla moglie María Natalia Padio Valdero y Garamundi, che il 1º giugno 1892 lo vendette al futuro marchese di San Feliz.
Antonio Sarri y Oller, marchese di San Feliz (c.1850-1911), fu un industriale, filantropo e collezionista d'arte di Oviedo, fondatore e presidente del Monte di Pietà e Cassa di Risparmio di questa città. Promosse lo stabilimento nella regione del sindacati agricolo cattolico e partecipò all'organizzazione del Battaglione del Principato nella guerra ispano-americana del 1898. Il titolo pontificio di marchese di San Feliz gli fu conferito da papa Leone XIII il 7 giugno 1897. Prendeva così la denominazione di Palazzo di San Feliz.
Così nel 1892 acquisì il Palazzo del Fontán, che da allora rimase proprietà della sua famiglia. Portò a termine un accurato restauro dell'edificio e nel 1901 sostituì gli stemmi originali con i suoi, che sono quelli che oggi si possono ammirare. Alla sua morte ereditarono il Palazzo successivamente il figlio Antonio Sarri y Fernández Valdés (1880-1966), II marchese di San Feliz, poi la nipote Dolores Sarri y Arsuaga (1909-1994), sposta a al V marchese di Valdeterrazo e quindi il pronipote Francisco Goicoerrotea Sarri, attuale marchese di Valdeterrazo. Per oltre un secolo questa famiglia ha conservato il palazzo in perfetto stato di conservazione, aumentando la collezione d'arte fino a convertirlo nell'autentico museo particolare che è oggi.
Durante l'assedio di Oviedo, nella guerra civile spagnola le autorità franchiste lo utilizzarono come sede provvisoria del municipio.

### L'Apostoladodel Greco
Durante un secolo, fino all'inizio del presente, nel Palazzo venne custodito un gruppo di opere di El Greco, note come Apostolado del Marqués de San Feliz. Si tratta di dodici tele di dimensioni 70x53 cm dipinte nel periodo 1608-1614 dall'artista cretense nel suo studio e rappresentanti ciascuna uno dei dodici apostoli di Cristo. Nella prima metà del XVIII secolo il gruppo fu acquistato a Siviglia dall'asturiano Juan Eusebio Díaz de Campomanes e successivamente finì al Monastero di San Pelagio di Oviedo, senza che gli fosse stata attribuita la paternità. Nel 1893 fu lì scoperto dalla Commissione Provinciale dei Monumenti, che comunicò il ritrovamento alla Real Academia de Bellas Artes de San Fernando di Madrid. Nel 1905 le monache ricevettero un'offerta per le tele dall'antiquario francese Émile Parès e per evitare che esse uscissero dalla Spagna il marchese di San Feliz fece un'offerta identica. La vendita fu conclusa e l'Apostolado fu trasferito nel palazzo, ove lo conservarono i discendenti di Antonio Sarri fino a che, nel 2002, il marchese di Valdeterrazo lo vendette all'Aceralia per 18 milioni di Euro. Dopo di che l'azienda siderurgica lo cedette allo Stato in conto imposte, con destinazione il Museo delle Belle Arti della Asturie, ove si trova attualmente.
Il palazzo è residenza privata di Francisco Goicoerrotea Sarri, attuale marchese di Valdeterrazo e di Goicoerrotea, visconte degli Antrines, Grande di Spagna, e di Ana de Echevarría Carreres, sua consorte, figlia primogenita del marchese di Vista Alegre. Il re Filippo VI, prima di diventare tale, visitò numerose volte il palazzo, su invito del marchese di Valdeterrazo, in alcuni dei suoi viaggi a Oviedo per consegnare i Premi Principessa delle Asturie.
Il palazzo è considerato il miglior palazzo abitato del nord della Spagna.

## Immagini

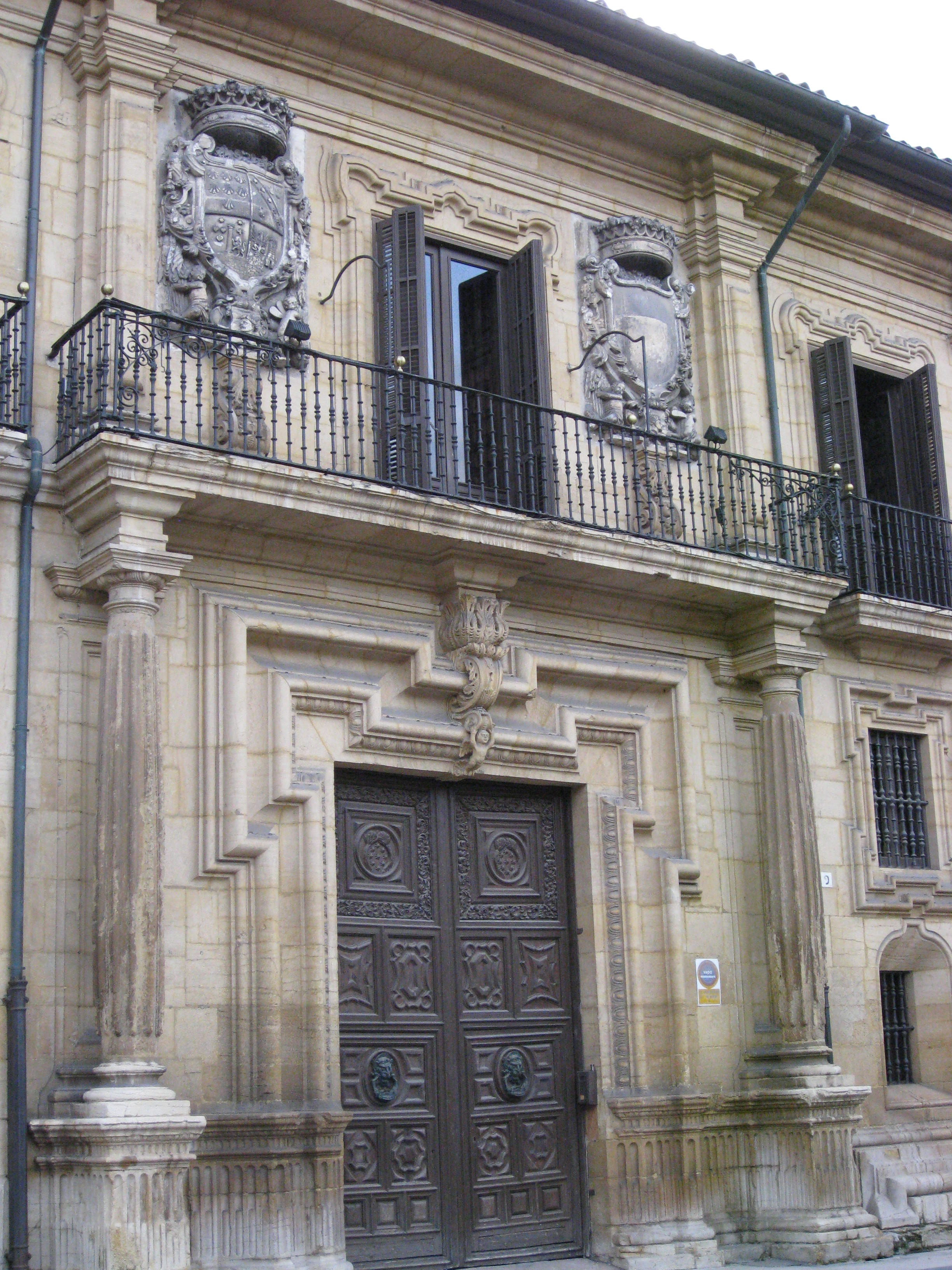
Porta e balcone principale.
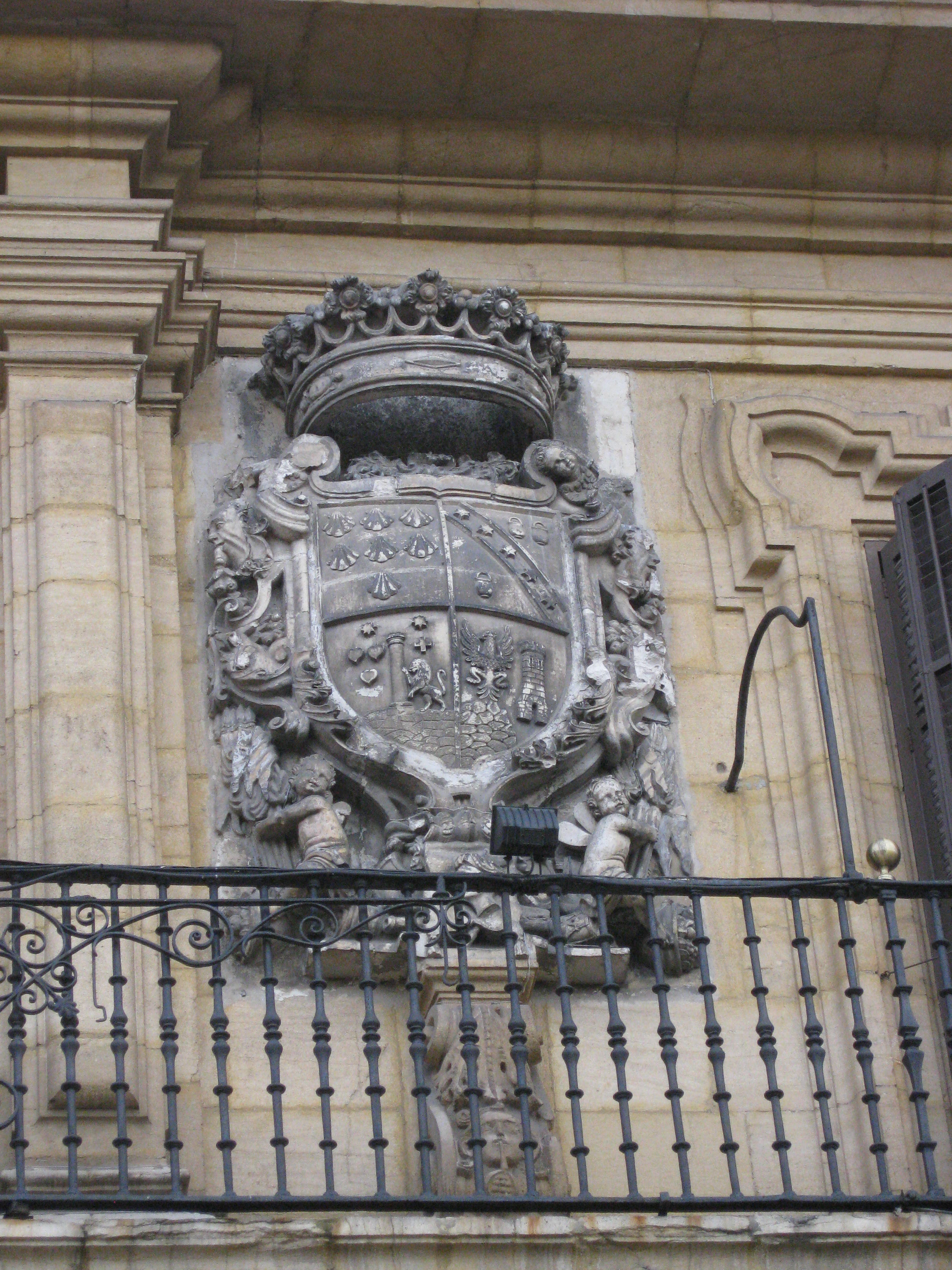
Stemma sulla facciata.
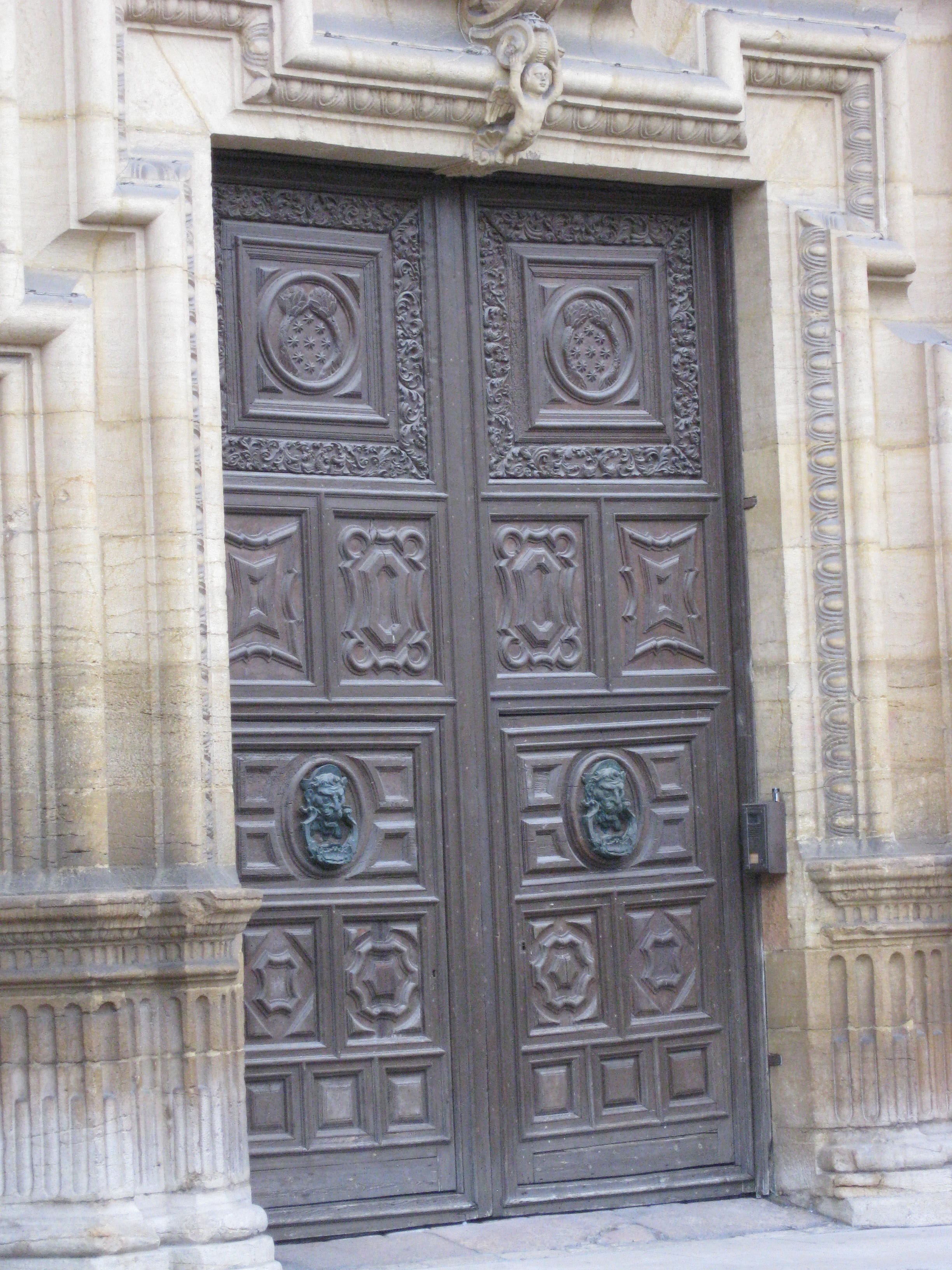
Porta principale.
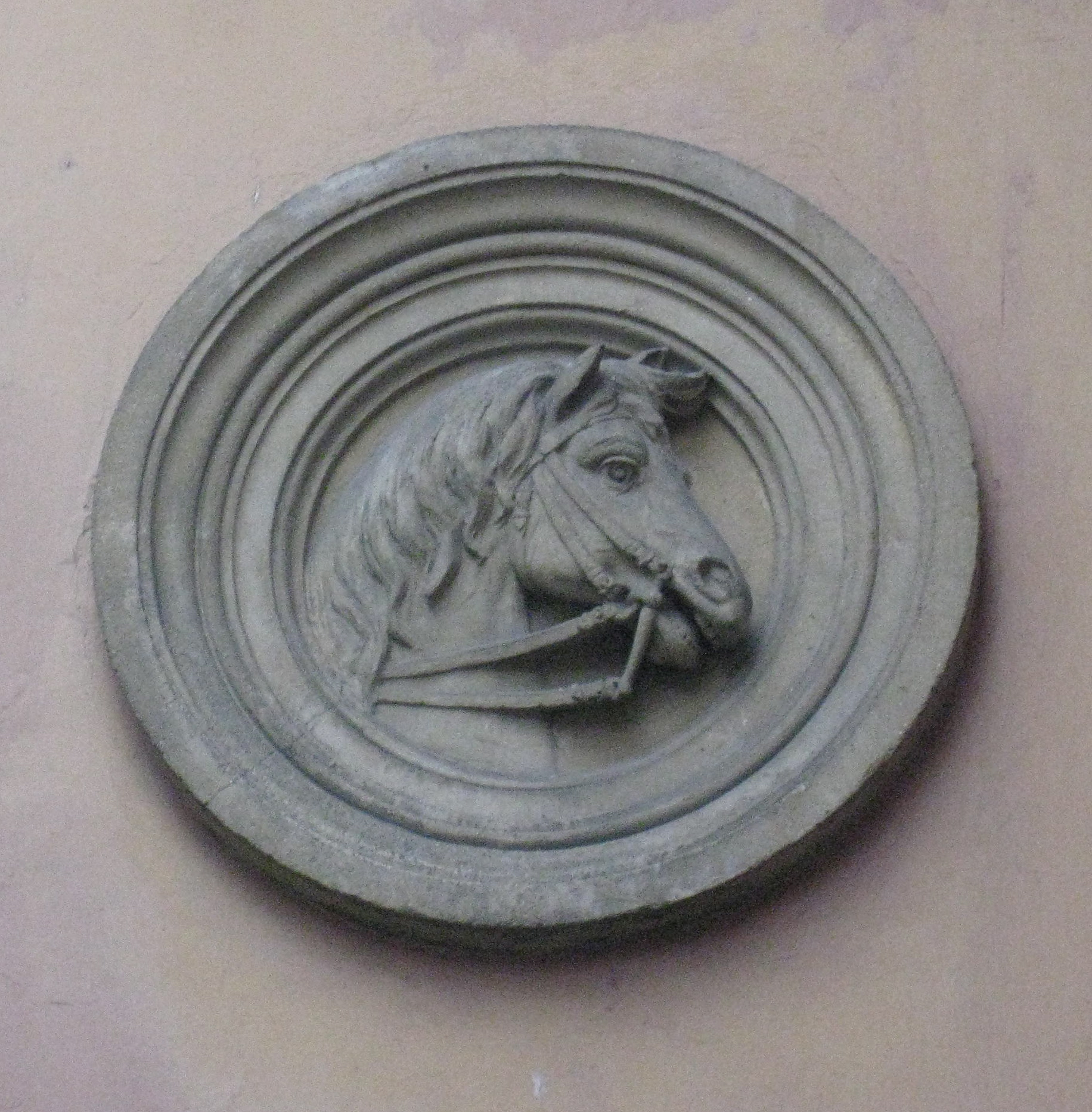
Medaglione delle cavallerizze.
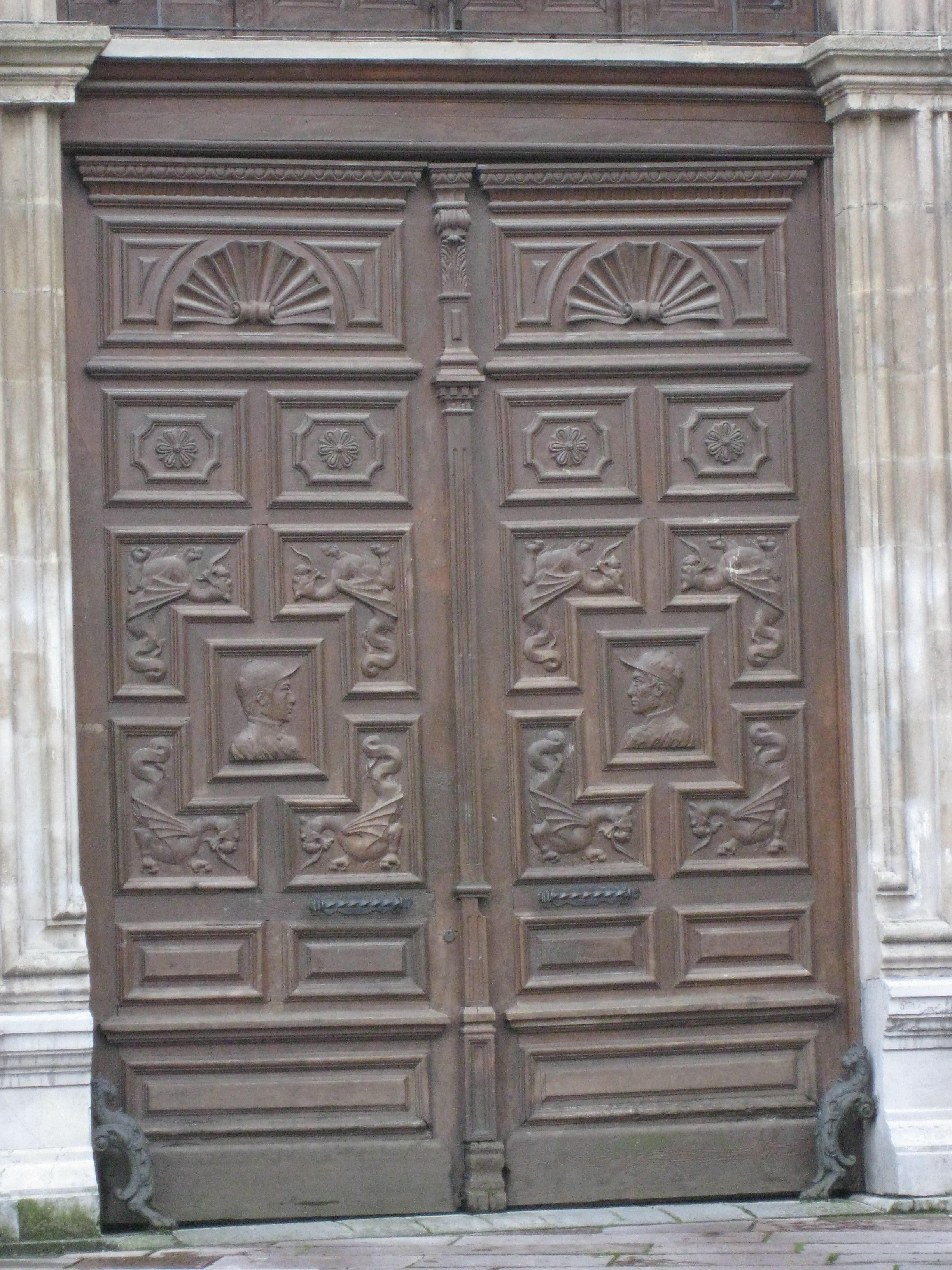
Porta delle cavallerizze.